# Burgstall Schlag
Der Burgstall Schlag ist eine abgegangene spätmittelalterliche Höhenburg auf 652 m ü. NHN etwa 500 m nordöstlich von Schlag, einem Gemeindeteil des Marktes Peißenberg im Landkreis Weilheim-Schongau in Bayern. 

## Geschichte
Die Burg hat ursprünglich den Herren von Peißenberg gehört, ist aber um 1286 an die Grafen von Seefeld	gekommen. 1388 wurde die Burg im Zuge des Städtekrieges zusammen mit ihrer Nachbarburg auf herzoglichen Befehl zerstört, die Burgkapelle „St. Jais“ (Jodok) blieb erhalten. Um 1403 ist die Burg angeblich unter Herzog Ludwig dem Bärtigen wiederaufgebaut worden. 1631 fand eine Altarweihe der Kapelle St. Jais statt, 1803 wurde die Kapelle abgebrochen, 1839 wird sie nochmals als „völlige Ruine“ erwähnt.

## Beschreibung
Die Burganlage befindet sich auf dem östlichen Ausläufer des Peissenbergs. Es scheint sich um eine zweiteilige Burganlage gehandelt zu haben; die südwestliche Vorburg ist von der anschließenden Kernburg durch einen Graben getrennt. Von der ehemaligen Burganlage ist nichts erhalten, sie wird als Bodendenkmal unter der Aktennummer D-1-8132-0009 als „Burgstall des hohen und späten Mittelalters mit abgegangener Kapelle der frühen Neuzeit (‚St. Jais‘)“ geführt.